# Jagran
Jagran is een bestuurslaag in het regentschap Lamongan van de provincie Oost-Java, Indonesië. Jagran telt 1678 inwoners (volkstelling 2010).